# Birmingham Triennial Music Festival

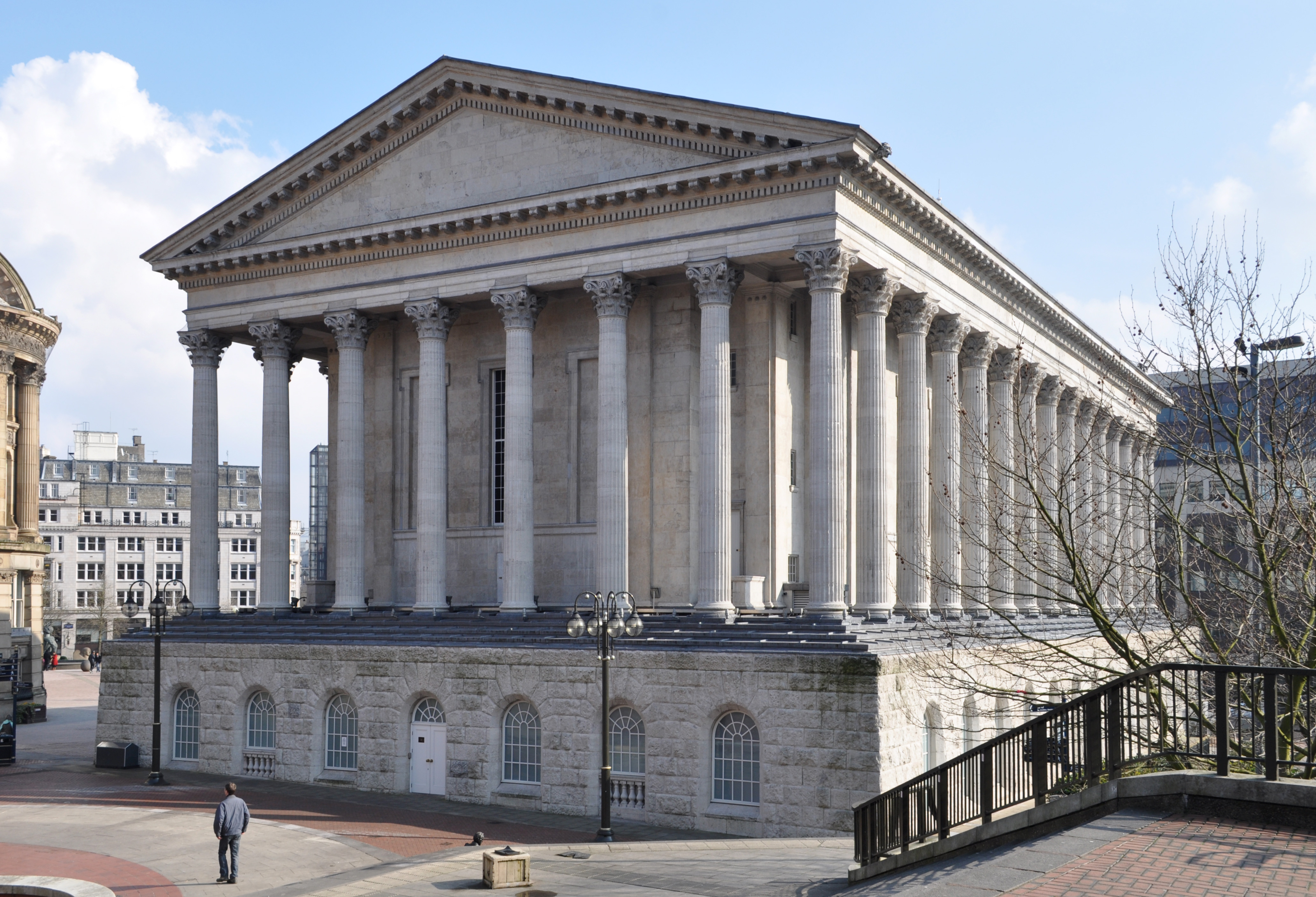
Birmingham Town Hall

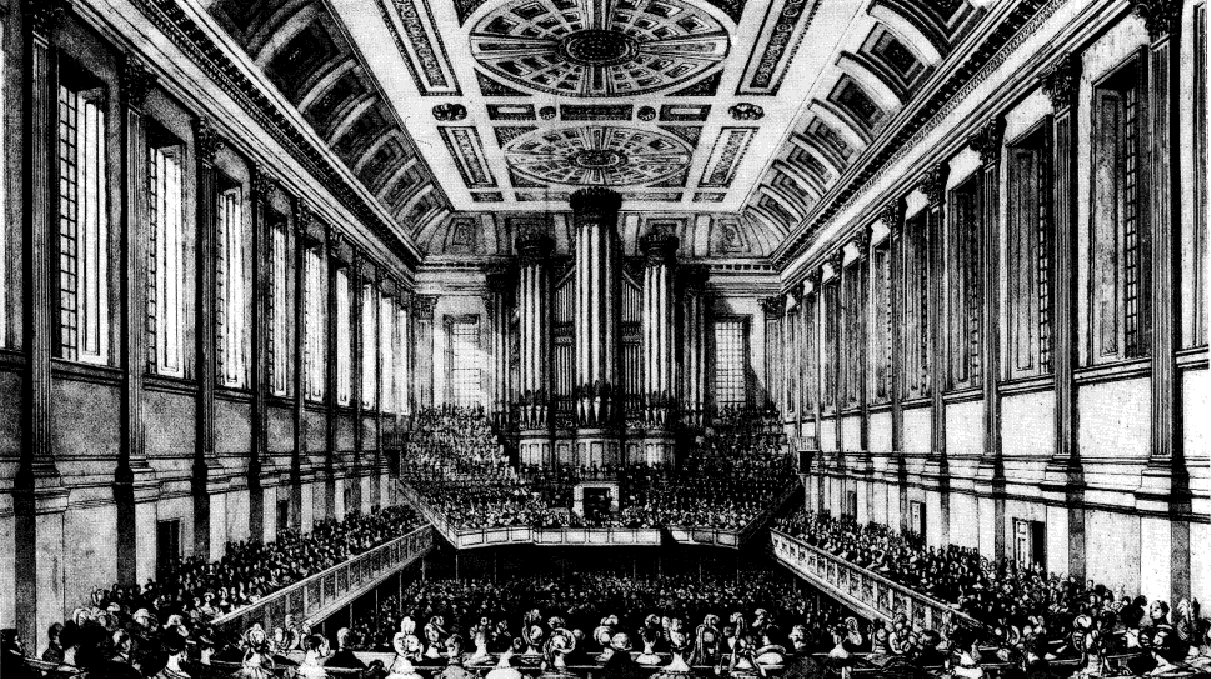
Birmingham Triennial Music Festival, Town Hall 1834

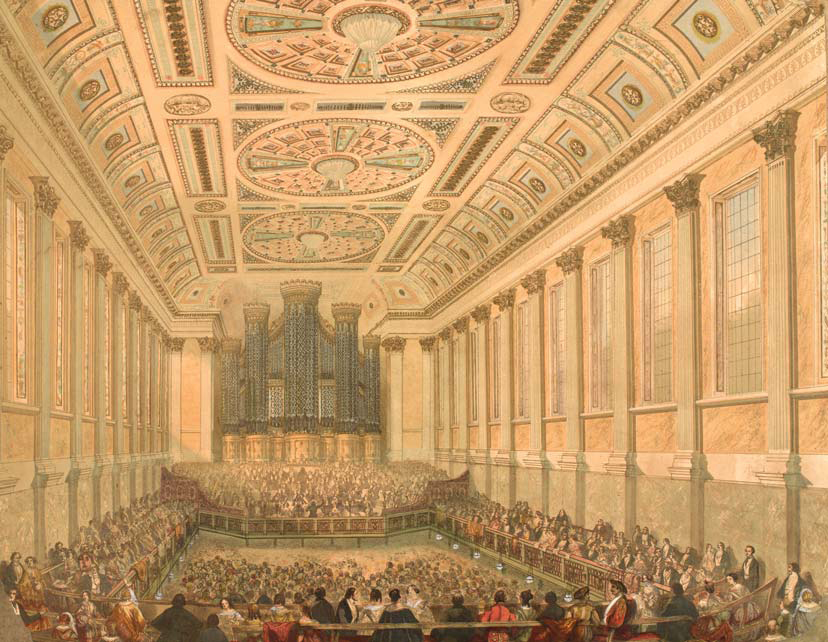
Birmingham Triennial Music Festival, Town Hall 1845

Das Birmingham Triennial Music Festival, in Birmingham, England, war ein Musikfest, das zwischen 1784 und 1912 veranstaltet wurde. Die Werke wurden stets in englischer Sprache aufgeführt.
Zunächst fanden die Aufführungen in der Church of Saint Philip statt, anschließend im Theatre Royal, und dann seit 1834 in der neueröffneten Town Hall.
1885 wurde der bei den Bayreuther Festspielen bewährte österreichisch-ungarische Dirigent Hans Richter als musikalischer Leiter berufen.

## Wichtige Aufführungen
Im Rahmen des Festivals kamen u. a. folgende Werke zu repräsentativen Aufführungen:
- 1837: Paulus von Felix Mendelssohn
- 1837: 2. Klavierkonzert von Felix Mendelssohn
- 1846: Elias von Felix Mendelssohn (UA)
- 1873: The Light of the World von Arthur Sullivan
- 1879: Das Lied von der Glocke von Max Bruch
- 1882: La rédemption von Charles Gounod
- 1885: The Spectre's Bride von Antonín Dvořák
- 1885: Mors et Vita von Charles Gounod
- 1891: Requiem von Antonín Dvořák
- 1900: The Dream of Gerontius von Edward Elgar
- 1903: The Apostles von Edward Elgar
- 1906: The Kingdom von Edward Elgar
- 1912: The Music Makers von Edward Elgar